# ثنيان بن سعود
هو ثنيان بن سعود بن محمد بن مقرن بن مرخان بن إبراهيم بن موسى بن ربيعة بن مانع، أخو الإمام محمد بن سعود مؤسس الدولة السعودية الأولى أو بما يسمى امارة الدرعية. كان متدينا وهو أحد الأشخاص الذين أشاروا على الإمام محمد بن سعود بمساعدة ونصرة الشيخ (محمد بن عبد الوهاب) أثناء قدوم الشيخ إلى الدرعيه. ومن ذريته في الوقت الحالي (آل ثنيان وآل هذلول).

## أبناؤه
- الأمير عبدالله بن ثنيان بن سعود آل مقرن
- الأمير يوسف بن ثنيان بن سعود آل مقرن
- الامير ابراهيم بن ثنيان بن سعود آل مقرن
- الامير محمد بن ثنيان
- الامير خالد بن ثنيان
- الامير عبد العزيز بن ثنيان
- الامير طلال بن ثنيان
- الامير عبد الرحمن بن ثنيان
- الامير عبد المحسن بن ثنيان
- الامير صالح بن ثنيان
- الامير سعود بن ثنيان
- الامير مقرن بن ثنيان
- الامير عمر بن ثنيان
- الامير حسين بن ثنيان
- الامير نواف بن ثنيان
- الامير سليمان بن ثنيان
- الامير حسن بن ثنيان
- الامير مشاري بن ثنيان
- الامير متعب ابن ثنيان
- الامير نايف بن ثنيان
- الامير علي بن ثنيان
- الامير فيصل بن ثنيان
- الامير عيسى ابن ثنيان
- الامير زيد بن ثنيان
- الامير جابر ابن ثنيان
- الامير مبارك بن ثنيان
- الامير سلطان ابن ثنيان
- الامير بندر بن ثنيان
- الامير بدر ابن ثنيان
- الامير حمود بن ثنيان
- الامير سلمان ابن ثنيان